# George Akers (cầu thủ bóng đá)
George Akers là một cầu thủ bóng đá thi đấu ở Football League cho Preston North End.